# Gararu
Gararu is een gemeente in de Braziliaanse deelstaat Sergipe. De gemeente telt 11.999 inwoners (schatting 2009).